# Frankfurter Technologiezentrum Medien
Das Frankfurter Technologiezentrum Medien (Eigenschreibung: Frankfurter Technologiezentrum [:Medien], kurz: FTzM) ist ein fachbereichübergreifendes wissenschaftliches Zentrum der Frankfurt University of Applied Sciences, das zum lehrunterstützenden und lernförderlichen Einsatz digitaler Medien in Bildungskontexten forscht. Besonderheit des Zentrums ist sein interdisziplinärer und entwicklungs- bzw. gestaltungsorientierter Ansatz, sowie die enge Verbindung aus Theorie und Praxis (Praxisforschung). Aufgrund der Schulnähe der regionalen Projekte forschen die Mitglieder des Zentrums nicht über schulische Medienbildung und Bildungsinformatik, sondern forschen gemeinsam mit den Schulen. Im Zentrum arbeiten auch Studierende in anwendungsbezogenen Forschungsprojekten und in medientechnisch-didaktischen und -pädagogischen Praxisprojekten im Bildungsraum Frankfurt am Main.
Das Zentrum wurde 2011 gegründet; ihm sind neben dem gemeinnützigen Schul-IT-Support-Projekt fraLine weitere Praxis- und Forschungsprojekte im Bereich digitale Medien in und für Bildungseinrichtungen untergliedert. Die Mitglieder des Zentrums sind im Wesentlichen Lehrende der vier Fachbereiche der Frankfurt University of Applied Sciences und der Goethe-Universität; sie befassen sich interdisziplinär mit dem Forschungsfeldern Bildungsinformatik, Medienbildungsforschung und Lehr-Lern-Forschung und stammen aus den Disziplinen Erziehungswissenschaften, (Pädagogische) Psychologie, Informatik, Ingenieurwissenschaften, Soziologie, Sozial- und Medienpädagogik. Die Mitarbeiter des Zentrums sind größtenteils Studierende, die in den Projekten des FTzM arbeiten und qualifizierend forschen. Das Team berät und begleitet Bildungseinrichtungen oder Entscheider bei der Planung und Durchführung medienpädagogischer, -didaktischer oder -technischer Projekte sowie in Fragen des IT-Managements bzw. der IT-Organisation. Weitere Aufgabenfelder sind Softwaredesign und Anwendungsentwicklung nach lernförderlichen Erkenntnissen.
Nach Abschluss der Projekte beendete das FTzM 2025 seine operative Arbeit.

## Projekte im Bereich der Implementierung und Unterstützung von Schulen sowie der Bildungsinformatik

### IBIdiM
Nach dem anfänglichen Fokus des Projekts fraLine auf Qualifizierung von Studierenden und der partnerschaftlichen IT-Unterstützung der Frankfurter Schulen rückten in den späteren Projektphasen zunehmend die Entwicklung übergreifender Lösungen und deren wissenschaftliche Evaluation in den Vordergrund wie auch im Projekt "Implementierung digitaler Medien in Lehr- und Lernkontexte" (IBIdiM). Die Erfahrungen im Rahmen des Projekts fraLine lieferten dabei zahlreiche Fragestellungen und Ansatzpunkte für Forschungsvorhaben im Bereich der IT-Organisation und des schulischen IT-Managements sowie der Medienbildungsforschung.
Gleichzeitig ermöglichte die praktische Unterstützung der Schulen den Zugang zur Forschung mit, an und für Schulen, indem sie wichtige persönliche Kontakte zu den Schulen als Voraussetzung für die Forschungstätigkeiten eröffnete. Als ein solcher "Türöffner" für Forschung und Entwicklung führt das FTzM die Unterstützung der Schulen auch künftig fort.
Ziel des Projekts ist es, digitale Medien in Schule zu implementieren, um sie in Lehr- und Lernkontexten zur Steigerung von Unterrichtsqualität einzusetzen, der Forderung nach einer adäquaten Medienbildung und instrumentellen Mediennutzung an Schulen gerecht zu werden, dem gestiegenen interdisziplinär angelegten Know-how- und Entwicklungsbedarf der Schulträgerin und der Schulen nachzukommen und mittels der gewonnenen Erkenntnisse und Entwicklungen die IT-Infrastruktur weiter an die sich verändernden Bedarfe der Schulen anzupassen (z. B. in Form von Bedarfsanalysen).

### FraLine
FraLine (Eigenschreibweise fraLine) ist ein gemeinnütziges Projekt des Frankfurter Technologiezentrums [:Medien] und des Stadtschulamts der Stadt Frankfurt am Main. Gegründet wurde es 2001. Unter dem Motto „Studierende unterstützen Lehrerinnen und Lehrer der Frankfurter Schulen bei der Lösung von IT-Problemen“. Das nunmehr seit über 10 Jahren bestehende Projekt ist ein Kooperationsprojekt zwischen dem FTzM und dem Stadtschulamt der Stadt Frankfurt am Main, bei dem Studierende forschen und sich in der Entwicklung von Schul-IT- und Schul-IT-Management-Lösungen sowie in der Bildungsinformatik engagieren. Auf dieser Grundlage unterstützen sie die 154 Frankfurter Schulen auch praktisch bei der Betreuung der Schul-IT und deren mittlerweile über 19.000 PCs.
Die Mitarbeiter unterstützen Lehrer dabei, die technischen Voraussetzungen für den Einsatz von digitalen Medien in Schulen zu schaffen. Für die Schulen ist die Unterstützung durch das fraLine-Team kostenlos und beinhaltet unter anderem eine Hotline und die persönliche Unterstützung vor Ort an den Schulen. Die Mitarbeiter von fraLine sind im Wesentlichen Studierende der Informatik, Ingenieurwissenschaften, Erziehungswissenschaften, Sozial- und Medienpädagogik oder fachverwandter Studiengänge. Im Jahr 2008 wurde das Gesamtkonzept als ein "Ort im Land der Ideen" ausgezeichnet. Im Jahr 2011 wurde es vom Bundesministerium für Wirtschaft und Technologie im Wettbewerb „Wege ins Netz“ mit dem zweiten Platz in der Kategorie „Praktische Hilfe und Unterstützung: Internetneulinge begleiten“ ausgezeichnet.

### FraDiTa
Mit dem zunehmenden Einsatz von Digitalen Medien in Schulen und Hochschulen beschäftigt sich das Projekt Digitale Tafeln in Bildungskontexten. Die Beschaffung und Nutzung so genannter "interaktiver Whiteboards" für Schulen hat in den vergangenen Jahren deutlich zugenommen. Mit dem Einzug der digitalen Tafel an Schulen wird auch das zentrale Unterrichtsmedium digital und vernetzt. Einerseits sind digitale Tafelsysteme geeignet, den Einsatz digitaler Medien in der Schule zu fördern und zu erleichtern. Andererseits erhöht die Einführung der neuen Geräteform auch die Nachfrage nach wissenschaftlich fundierter Betrachtung technischer und pädagogischer Einsatzmöglichkeiten einerseits und nach Schulung des Lehrpersonals andererseits.
Ziel des Projekts "Digitale Tafeln" ist es, einerseits Schulen und Bildungseinrichtungen möglichst bedarfs- und bedürfnisgerecht bezüglich der Beschaffung und des Einsatzes digitaler Tafeln im Unterricht zu beraten und anderseits Herstellern Rückmeldung aus der schulischen und universitären Praxis zu geben, die zu einer Verbesserung deren Produkte beitragen können.

### FraMoLe
Mobile Geräte, wie Smartphones und Tablets, stellen tradierte Lernräume in Frage. Lernen kann daher zunehmend außerhalb institutionalisierter Räume stattfinden, kurz: lernen wird "mobil". Diesem Phänomen schließen sich zahlreiche (schul-)organisatorische, technische, pädagogische, lern- und motivationspsychologische sowie juristische Fragen an, deshalb befasst sich das Projekt fraMoLe mit dem mobilen Lernen in Frankfurt.
Als eines der Forschungsschwerpunkte des Frankfurter Technologiezentrums [:Medien] wird mobiles Lernen aktuell in interaktionistisch-konstruktivistischer Perspektive näher betrachtet. Dabei beschäftigt vor allem die Frage, inwiefern Interaktionsmöglichkeiten mit mobilen Geräten individuelles Lernen fördern oder Lernende motivieren können.

### FraDesk
Für die Koordination und Dokumentation von Anfragen aus den Schulen, aber auch für die Dokumentation der Forschungs- und Entwicklungstätigkeiten des FTzM oder allgemeine Projektdokumentationen wurde das Ticketsystem „fraDesk“ im Rahmen eines aFuE-Projekts (anwendungsbezogene Forschung und Entwicklung an Fachhochschulen, gefördert vom BMBF) entwickelt. Anfragen und Projekte werden in dieser Software als "Tickets" erfasst und verwaltet. Im Rahmen des Projekts fraLine dient es auch zur Dokumentation der Bearbeitung von Problem- und Störungsmeldungen aus den Schulen sowie zum internen Wissenstransfer. Den Forschern des Zentrums dient der fraDesk als Datenerhebungsinstrument. Da es sich beim fraDesk um freie Software handelt, steht dieser auch anderen Einrichtungen zur Verfügung. FraDesk ist ein Open-Source-Produkt und wird inzwischen von zahlreichen Behörden und Schul-IT-Support-Organisationen genutzt.

## Medienpädagogische und mediendidaktische Projekte
Neben der Unterstützung der IT und der digitalen Medien in Schulen sind dem FTzM weitere Projekte untergliedert, deren Schwerpunkte im Bereich der schulischen Medienpädagogik angesiedelt sind. So werden Seminare für Frankfurter Lehrer, im Wesentlichen IT-Beauftragte und für Schulleitungen der Frankfurter Schulen durchgeführt, um diese bei der täglichen Arbeit mit digitalen Medien in der Schule zu unterstützen. Außerdem gibt es das Angebot der medienpädagogisch-technischen Unterrichtsbegleitung, die den Lehrern technische, mediendidaktische oder konzeptionelle Unterstützung bietet und kostenlos gebucht werden kann. Für Anbieter von Medienfortbildungen im Raum Frankfurt betreibt das FTzM die Online-Plattform "Regionale Medienbildung in Frankfurt am Main", auf der Anbieter wie die der Präventive Jugendschutz der Stadt Frankfurt am Main, das Staatliche Schulamt, die Johann Wolfgang Goethe-Universität Frankfurt am Main und weitere, ihre Veranstaltungen und ein Profil veröffentlichen können.

### FraMediale
Das FTzM organisiert alle eineinhalb Jahre die fraMediale, eine Fachtagung und Messe zum Thema digitale Medien in Bildungseinrichtungen an der Frankfurt University of Applied Sciences. Die fraMediale ist eine überregionale Plattform für den Austausch zu medienpädagogischer Forschung und schulischer/universitärer Medienbildung und soll dadurch zur lernförderlichen Integration digitaler Medien beitragen. Die fraMediale versteht sich als Brücke zwischen Medienbildungsforschung und der medienpädagogischer Praxis in Schulen und Hochschulen. Ziel ist die nachhaltige und lernförderliche Integration digitaler Medien in Bildungseinrichtungen. Die Veranstaltung richtet sich primär an Lehrer, Schulleitungen, Hochschullehrer, Medienpädagogen und Studierende. Teilnehmende, Referenten und Workshopleiter der überregionalen Veranstaltung stammen aus unterschiedlichen Bildungsregionen Deutschlands, Österreichs und der Schweiz. Die fraMediale wurde 2015 gemeinsam mit der bundesweiten Initiative "Keine Bildung ohne Medien – KBoM!" durchgeführt. Auf der fraMediale 2017 kam die Gesellschaft für Medienpädagogik und Kommunikationskultur – GMK als neuer Kooperationspartner hinzu.
Den Kern der fraMediale 2014 bildeten kurze Impulse und Ideen zu aktuellen Entwicklungen in Vorträgen und Exponaten zum Schwerpunkt "personalisiertes Lernen – bring your OWN device".
Die fraMediale 2015 stand unter dem Schwerpunkt "Wi(e)derstände". Auf der fraMediale 2017 wurden diese Gedanken weiterentwickelt unter dem Titel "Spannung? Potentiale".
Das FTzM verleiht seit 2014 im Rahmen der fraMediale den fraMediale-Preis "Digitales Lernen: Reality, Science & Fiction", der innovative und zukunftsweisende Ideen beim Einsatz digitaler Medien in Lehr- und Lernkontexten auszeichnet. Es werden Preise in vier Kategorien verliehen. Die Projekte der Preisträger werden in kurzen Videoclips vorgestellt.

### Forschungswerkstatt Medienpädagogik
Methoden, die Anwendung in Forschungsprojekten oder Qualifikationsarbeiten fanden,
sind oft kreativ, innovativ und inspirierend. Zumeist werden diese Methoden jedoch nur in den betreffenden Studien veröffentlicht. Auch universitäre Seminare und Methodenlehrbücher konzentrieren sich üblicherweise auf tradierte und etablierte Ansätze und Methoden. Aktuelle Fragestellungen der Medienpädagogik lassen jedoch zuweilen deren Grenzen erkennen. Nachwuchswissenschaftlerinnen, Nachwuchswissenschaftler und Studierende – der Erziehungswissenschaften, der Medien- und Kommunikationswissenschaften sowie des Lehramts – interessieren sich daher zunehmend dafür, die Disziplin Medienpädagogik empirisch-analytisch und normativ-reflexiv, aber auch mittels praxisbezogener, partizipativer, entwicklungs- und gestaltungsorientierter Ansätze zu erkunden.
Die Publikation "Forschungswerkstatt Medienpädagogik: Praxis – Theorie – Methode" hebt die "methodischen Schätze" medienpädagogisch orientierter Forschungsprojekte und stellt diese innerhalb einer datenbankgestützten Webseite – ähnlich einer "Cochrane Library" – sowie innerhalb Printpublikation vor. Dadurch wird das heterogene Spektrum kreativer und innovativer Methoden aufgezeigt, die zur Erforschung medienpädagogischer Fragen und Phänomene dienlich sind. Das Publikationsprojekt leistet einen Beitrag zur Diskussion über Erfahrungen mit Grenzen und Möglichkeiten tradierter Ansätze und Methoden in den Kontexten medienpädagogischer Forschung, fördert die Diskussion über innovative Methoden und deren Akzeptanz innerhalb der Scientific Community und gibt Studierenden, Nachwuchswissenschaftlerinnen und Nachwuchswissenschaftlern methodische und theoretische Orientierung.

### BakSI
Der Bundesarbeitskreis der Supportorganisationen und Initiativen "BakSI" befasst sich mit Themen rund um IT-Organisation und -Support in und für Schulen. Der Arbeitskreis wurde 2004 als Plattform für den informellen Austausch der folgenden fünf Schulsupportinitiativen gegründet: S3 – Schul-Support-Service Bremen, 3S – Schul-Support-Service Hamburg, fraLine am FTzM der FH Frankfurt am Main; das Regionale Medienzentrum Gießen-Vogelsberg (M@AUS) und das Landesmedienzentrum Stuttgart. Es gibt keine festen Mitglieder. Jeder, der sich für das Thema interessiert, ist willkommen. Nicht nur Schulsupportinitiativen, sondern auch Vertreter von Schulträgern, Ministerien, Schul- und Medienorganisationen, die entweder ihre Ideen und Konzepte vorstellen möchten oder auch in ihrer Medienentwicklung am Anfang stehen und Anregungen/Austausch/Beratung wünschen.

## Publikationen (Auswahl)
- Knaus, Thomas (2019): Forschungswerkstatt Medienpädagogik. Projekt – Theorie – Methode. Spektrum medienpädagogischer Forschung [Band 3], München: kopaed
- Knaus, Thomas (2018): Forschungswerkstatt Medienpädagogik. Projekt – Theorie – Methode. Spektrum medienpädagogischer Forschung [Band 2], München: kopaed
- Knaus, Thomas, Meister, Dorothee M., Narr, Kristin (2018): Futurelab Medienpädagogik. Professionalisierung – Qualitätsentwicklung – Standards, München: kopaed
- Knaus, Thomas, Engel, Olga (2018): Spannung? Potentiale! – Digitaler Wandel in Bildungseinrichtungen – Band 6 der fraMediale-Reihe, München: kopaed
- Knaus, Thomas  (2017): Forschungswerkstatt Medienpädagogik. Projekt – Theorie – Methode. Spektrum medienpädagogischer Forschungspraxis [Band 1], München: kopaed
- Knaus, Thomas, Engel, Olga (2016): Wi(e)derstände – Digitaler Wandel in Bildungseinrichtungen – Band 5 der fraMediale-Reihe, München: kopaed
- Knaus, Thomas (2016): digital – medial – egal? Ein fiktives Streitgespräch um digitale Bildung und omnipräsente Adjektive in der aktuellen Bildungsdebatte, In: Brüggemann, Marion/Knaus, Thomas/Meister, Dorothee: Kommunikationskulturen in digitalen Welten – Konzepte und Strategien der Medienpädagogik und Medienbildung, S. 99–130, München: kopaed-Verlag
- Knaus, Thomas (2016): Potentiale des Digitalen – Theoretisch-konzeptionelle Betrachtungen pädagogischer und didaktischer Potentiale des schulischen Einsatzes von Tablets und BYOD. In: merz-Themenheft: schule. smart. mobil (Hrsg. von Stefan Welling, Marion Brüggemann und Günther Anfang), 1/2016, S. 33–39.
- Knaus, Thomas (2016): Kooperatives Lernen. Begründungen – digitale Potentiale – konzeptionelle Perspektiven, In: Scheer, August Wilhelm: Perspektiven für die digitale Weiterbildung – Bildungslandschaften der Zukunft, S. 141–155, Saarbrücken: IMC AG.
- Knaus, Thomas, Engel, Olga (2015): fraMediale – digitale Medien in Bildungseinrichtungen (Band 4), München: kopaed-Verlag.
- Knaus, Thomas (2013): Digitale Tafeln – (Medien-)Technik, die begeistert?, In: Bohrer, Clemens / Hoppe, Christian: Interaktive Whiteboards in Schule und Hochschule, S. 13–37, München: kopaed-Verlag.
- Knaus, Thomas, Döring, Nicola, Ludewig, Yvonne (2013): Die Wirksamkeit von Medienbildungsinitiativen: Erfolge, Probleme und Lösungsansätze, In: MedienPädagogik 6. September 2013.[48]
- Knaus, Thomas, Engel, Olga (2013): fraMediale – digitale Medien in Bildungseinrichtungen (Band 3), München: kopaed-Verlag.
- Knaus, Thomas, Engel, Olga (2011): fraMediale – digitale Medien in Bildungseinrichtungen (Band 2), München: kopaed-Verlag.
- Knaus, Thomas, Engel, Olga, Schmelz, Anthony, Schrader, Ulrich (2011): Abschlussbericht (4. Bericht) über die dritte Projektlaufzeit von September 2007 bis August 2011.[49]
- Thülen, Katharina (2011): Technologieanalyse "digitaler Tafelsysteme" unter Berücksichtigung der Anforderungen von Bildungseinrichtungen.[50]
- Thülen, Katharina (2011): Technologieanalyse digitaler Tafelsysteme, In: Knaus, Thomas / Engel, Olga: fraMediale – digitaler Medien in Bildungseinrichtungen (Band 2), S. 177–194, München: kopaed-Verlag.
- Knaus, Thomas, Engel, Olga (2010): fraMediale – digitale Medien in Bildungseinrichtungen (Band 1), München: kopaed-Verlag.
- Schmelz, Anthony (2010): IT-Service-Management im schulischen Umfeld, In: Knaus, Thomas / Engel, Olga (Hrsg.): fraMediale – digitale Medien in Bildungseinrichtungen (Band 1), S. 151–170, München: kopaed-Verlag.
- Schrader, Ulrich (2010): Web 2.0 – Vom Ich zum Wir, In: Knaus, Thomas / Engel, Olga (Hrsg.): fraMediale – digitale Medien in Bildungseinrichtungen (Band 1), S. 27–36, München: kopaed-Verlag.
- Thülen, Katharina (2010): Medienpädagogisch-technische Unterrichtsbegleitung – Niederschwellige Beratung und Begleitung bei der Nutzung neuer digitaler Medien im Unterricht, In: Knaus, Thomas / Engel, Olga (Hrsg.): fraMediale – digitale Medien in Bildungseinrichtungen, S. 137–150, München: kopaed-Verlag.
- Knaus, Thomas (2009): Kommunigrafie – Eine empirische Studie zur Bedeutung von Text und Bild in der digitalen Kommunikation, München: kopaed-Verlag.

## Pressestimmen (Auswahl)
Zum 10-jährigen Jubiläum wird in der CAZ – Campusmagazin Fachhochschule Frankfurt am Main über die Anfänge und Entwicklungen des FTzM-Projektes fraLine berichtet.
Auch die Frankfurter Rundschau berichtete über das 10-jährige Bestehen der Frankfurter Medienbildungsinitiative und dem in diesem Kontext gegründeten Kooperationsprojekt zwischen der Stadt Frankfurt am Main und dem FTzM der Fachhochschule Frankfurt am Main "fraLine".
Die CAZ informierte über die Gründung des Frankfurter Technologiezentrum [:Medien].
In der Zeitschrift Medien und Erziehung (kurz: merz) wurde die Medienmesse fraMediale 2012, ein Projekt des FTzM, angekündigt.
Über das FTzM-Projekt medienpädagogisch-technische Unterrichtsbegleitung wurde auf dem Medienpädagogik Praxis Blog berichtet.
Thomas Knaus, Forscher am FTzM, berichtete im Rahmen des Forums Kommunikationskultur der GMK in Mainz über eines der aktuellen Forschungsprojekte zu mobile Research.
Auch der deutsche Bildungsserver, der über Themen rund um Bildung in Deutschland informiert, stellt das wissenschaftliche Zentrum FTzM und dessen Projekt fraLine auf der Webseite vor.
Die überregionale Plattform Lehrer-Online berichtete über die Inhalte der fraMediale 2014.
Das Landesmedienzentrum Baden-Württemberg veröffentlichte eine Nachbesprechung zur fraMediale 2014.
Auch in der Gesellschaft für Medienpädagogik und Kommunikationskultur in der Bundesrepublik Deutschland e.V. (GMK) sind die Mitglieder des FTzMs aktiv.